# Woldemar Kaden
Woldemar Kaden (* 9. Februar 1838 in Dresden; † 26. Juli 1907 in München) war ein Reiseschriftsteller, Novellist und Übersetzer, der sich in seinem Werk vor allem mit Italien auseinandersetzte.

## Leben
Kaden wurde 1838 in Dresden geboren und studierte Theologie und Pädagogik in Leipzig. Ab 1861 war er an verschiedenen Orten als Lehrer tätig, zunächst im Umkreis seiner Heimat (Poisental im Vogtland), dann zog es ihn ins Baltikum, als Hauslehrer in Riga und Lehrer und später Direktor einer Privatschule in Dorpat (heute Tartu in Estland). Um 1870 stand er mehrere Jahre der Deutschen Schule in Neapel als Direktor vor. Von 1876 bis 1882 war er Deutschlehrer an einem Gymnasium in Neapel. Er starb 1907 mit 69 Jahren während eines Besuches in München.
Kaden debütierte 1874 als 36-Jähriger mit der epikureischen Verserzählung Durstige Tage, die im Stile von Joseph Victor von Scheffel, dem das Werk auch gewidmet war, eine heitere Reise durch Mittelitalien schildert, bei der viel Wein getrunken und mit hübschen Mädchen angebandelt wird. Dabei vermied Kaden, wie Martin Maack schrieb, „gerade noch die Klippe, an welcher der Katholik Anstoß zu nehmen berechtigt ist; für den humorlosen Sittenrichter ist’s allerdings ein Ketzerbuch voller Sünden und Greuel“.
Kadens bedeutendste Leistung ist die 1878 erschienene Sammlung Italiens Wunderhorn, in der er nach dem Vorbild von Arnims und Brentanos Des Knaben Wunderhorn italienische Volkslieder sammelte, übersetze und kommentierte. In Sonnenbrut (1887) präsentierte er dem deutschen Publikum teilweise zum ersten Mal Novellen zeitgenössischer Autoren (Gabriele D’Annunzio, Emilio De Marchi, Renato Fucini, Giovanni Verga und Domenico Ciampoli) in Übersetzung.
Daneben veröffentlichte er in den 1870er und 1880er Jahren zahlreiche Reiseberichte, Novellen, Skizzen und weitere Übersetzungen aus Italien, teils in Buchform, teils in Zeitschriften wie der Gartenlaube.

## Werke
- Durstige Tage. Eine wälsche Weinwanderung, 1874
- Wandertage in Italien, 1874
- Italien. Eine Wanderung von den Alpen bis zum Ätna, 1874
- Das Schweizerland. Eine Sommerfahrt durch Gebirg und Thal, 1875–1877
- Italienische Gipsfiguren, 1881
- Italiens Wunderhorn. Volkslieder aus allen Provinzen der Halbinsel und Siciliens in deutscher Übertragung, 1878
- Unter den Olivenbäumen. Süditalische Volksmärchen, nacherzählt, 1880
- Sommerfahrt. Eine Reise durch die südlichsten Landschaften Italiens, 1880
- Italien. Eine Sommerfahrt nach dem Süden, 1881
- Pompejanische Novellen und andere, 1882
- Skizzen und Kulturbilder aus Italien, 1882
- Nach dem Süden. Wanderungen durch die Schweiz und die Riviera, 1882
- Die Gotthardbahn und ihr Gebiet, 1883 (auch auf Italienisch erschienen)
- Die Insel Ischia in Natur-, Sitten- und Geschichtsbildern aus Vergangenheit und Gegenwart, 1883
- Die Riviera, 1885
- Neue Welschlandbilder und Historien, 1886
- Sonnenbrut. Kopien realistischer Bilder aus der neuesten italienischen Novellistik, 1887